# Stamboom Klaus Felix van Amsberg (1890-1953)
Dit is de stamboom van Claus Felix von Amsberg (1890-1953).
| Grootouders                                                                               | Gabriel van Amsberg (1822-1899) x 1855 Marie van Pascow (1831-1904)   | Leopold van Vieregge (1832-1893) x 1862 Agnes van Gutschmidt (1842-1924) |
| Ouders                                                                                    | Wilhelm van Amsberg (1856-1929) x 1889 Elise van Vieregge (1866-1951) | Wilhelm van Amsberg (1856-1929) x 1889 Elise van Vieregge (1866-1951)    |
| Claus Felix von Amsberg (1890-1953) x 1924 Gösta von dem Bussche-Haddenhausen (1902-1996) |                                                                       |                                                                          |
| Kinderen                                                                                  | Claus (1926-2002) x 1966 Beatrix van Oranje-Nassau (1938)             | Claus (1926-2002) x 1966 Beatrix van Oranje-Nassau (1938)                |
| Kleinkinderen                                                                             | Willem-Alexander (1967) Friso (1968) Constantijn (1969)               | Willem-Alexander (1967) Friso (1968) Constantijn (1969)                  |